# Liopholis margaretae
Espèce
Synonymes
- Egernia margaretae Storr, 1968
- Egernia margaretae personata Storr, 1968

Statut de conservation UICN

 LC  : Préoccupation mineure
Liopholis margaretae est une espèce de sauriens de la famille des Scincidae.

## Répartition
Cette espèce est endémique d'Australie. Elle se rencontre dans le Territoire du Nord et en Australie-Méridionale.

## Description
C'est un saurien vivipare.

## Liste des sous-espèces
Selon The Reptile Database (10 octobre 2012) :
- Liopholis margaretae margaretae (Storr, 1968)
- Liopholis margaretae personata (Storr, 1968)

## Étymologie
Cette espèce est nommée en l'honneur de Margaret Anne Slater.

## Publication originale
- Storr, 1968 : Revision of the Egernia whitei species-group (Lacertilia: Scincidae). Journal of the Royal Society of Western Australia, vol. 51, no 2, p. 51-62 (texte intégral).